# Cecidipta
Cecidipta é um gênero de mariposa pertencente à família Crambidae.